# Als ich noch ein Junge war (Das gehört zu mir)
Als ich noch ein Junge war (Das gehört zu mir) ist ein Schlager des österreichischen Sängers Freddy Quinn  aus dem Jahr 1969.

## Text
Freddy Quinn singt von der Zeit, als er noch ein Junge war. Er lief jeden Tag zum Hafen, kannte jedes Schiff und jeden Maat. Später fuhr er selbst auf See, „und ein Mädchen steht am Kai, das gehört zu mir“. „Ist der Dienst auch noch so hart, mir ist das egal denn das Leben auf dem Meer lässt uns keine andre Wahl.“ Als Junge habe er zu viel geträumt, doch er „wusste damals schon“: „Einmal kommt man doch ans Ziel. Liebe, Freundschaft und das Meer, das gehört zu mir.“

## Schallplattenhülle
Auf der Schallplattenhülle der Single ist auf der Vorderseite ein Bild von Freddy Quinn Kind zu sehen, das auf der rechten Seite der Hülle als Schwarzweißfotografie in einem ovalen Bilderrahmen eingebettet ist. Links davon ist in roter Schrift „Freddy“ zu lesen, direkt unter dem Bild in blauer Schrift „Als ich noch ein Junge war“ und weiter darunter in pinker Schrift „Komm zu mir“. Auf der Rückseite ist ein zum Zeitpunkt der Veröffentlichung aktuelles Foto von Freddy Quinn angebracht und der Liedtitel der B-Seite darüber und „Als ich noch ein Junge“ war darunter; beide Liedtitel links neben dem Kopf Quinns.

## Veröffentlichung
Freddy Quinn veröffentlichte das Lied 1969 als Single. Auf der B-Seite befand sich das Lied Komm zu mir. Die Platte wurde von der Deutschen Grammophon GmbH produziert. Der Acetatlackschnitt und die Pressung stammte von der Deutschen Grammophon Gesellschaft Pressing Plant. Die Musik stammte vom Orchester Christian Bruhn. Die Veröffentlichung geschah unter der Rechtegesellschaft Gesellschaft für musikalische Aufführungs- und mechanische Vervielfältigungsrechte. Die Veröffentlichung geschah im Musiklabel Polydor unter der Nummer 53 481. Die in Österreich vertriebene Version wurde unter der Rechtegesellschaft Bureau International de l’Edition Mecanique veröffentlicht und von der Polyphon Schallplatten Ges. mbH Ges. mbH hergestellt.
Im Jahr darauf wurde das Lied auf der Club-Edition des Albums Der Junge von St. Pauli veröffentlicht. Dieses Album wurde unter der Rechtegesellschaft Gesellschaft für musikalische Aufführungs- und mechanische Vervielfältigungsrechte veröffentlicht. Die beiden auf der Standard-Albumveröffentlichung vorhandenen Lieder Ich kann mir das ja leisten und Du musst mal wieder nach St. Pauli geh’n waren auf der Club-Edition nicht vorhanden. Statt dieser zwei Lieder waren Als ich noch ein Junge war (Das gehört zu mir) und Das gibt’s nur auf der Reeperbahn bei Nacht auf der Club-Edition.
Das Lied war auf dem Kompilationsalbum Die große Schlagerparade ’70, das 1970 im Rahmen der Albenserie Die große Schlagerparade erschien. Dieses wurde im Musiklabel Polydor unter der Nummer H 807/0 veröffentlicht. Die Herstelltung erfolgte durch die Deutsche Grammophon Hamburg und der Druck durch die Gerhard Kaiser GmbH und die Rechtegesellschaft war Gesellschaft für musikalische Aufführungs- und mechanische Vervielfältigungsrechte. Im Königreich der Niederlande wurde das Album unter den Musiklabels Polydor und Boek En Plaat – bei beiden unter der Nummer K 146/9 – veröffentlicht.
Im Rahmen der Albenserie Die große & aktuelle Starparade war das Lied auf dem Album Die große & aktuelle Starparade ’69 / 4 vorhanden, das 1969 unter der Polydor-Nummer 249 357 erschien. Die Plattenfirma war die Deutsche Grammophon, die Herstellung erfolgte durch die Deutsche Grammophon Hamburg. Die Lizenzierung erfolgte durch Dischi Ricordi S.p.A., die Pressung durch die Deutsche Grammophon Gesellschaft Pressing Plant und der Druck durch die Gerhard Kaiser GmbH. 1969 veröffentlichte Polydor (Nummer: P 92 252) das Various-Album Hits International, auf dem das Lied vorhanden war.
Freddy Quinn veröffentlichte das Lied auf seinem Kompilationsalbum Heimweh, das 2006 als Boxset beim Musiklabel Koch Universal erschien (Nummer: 06024 9839956).

## Charts und Chartplatzierungen
| ChartsChartplatzierungen | Höchstplatzierung | Monate |
| ------------------------ | ----------------- | ------ |
| Deutschland (GfK)        | 30 (½ Mt.)        | ½      |